# Waffenkleid

Wappenrock über einer Kettenrüstung

Als Waffenkleid oder Waffenrock, auch Wappenkleid oder Wappenrock, (mhd. wapenroc oder wâpenroc) wurde das von Rittern über dem Harnisch der Rüstung getragene Kleidungsstück bezeichnet. Es ist vermutlich mit dem zivilen Surcot und dem heraldischen Tappert verwandt. Als Waffenrock wird auch die Bluse einer militärischen Uniform bezeichnet.
Um Freund und Feind im Kampf unterscheiden zu können, wurde an Waffenkleid (wie auch an Schild, Schabracke und Lanze) das Wappenbild des Kämpfenden angebracht.
Laut Oeconomischer Encyclopädie von Johann Georg Krünitz war der Waffenrock „von feinem Tuch, oft gestickt, mit Pelz verbrämt oder bunt bemalt“. „Nur Ritter, nicht Knappen, durften Waffenröcke tragen. Eine Schärpe von der Farbe des Ritters oder seines Lehensherrn umschloss den Leib. Jetzt nennt man so die kurzen Tuchröcke der Infanterie und Cavallerie, welche an Stelle der frackähnlichen Montirungen getreten sind.“
Vermutlich entwickelte sich das Tragen des Wappenrockes in der zweiten Hälfte des 12. Jahrhunderts während der Kreuzzüge, als über dem Kettenpanzer getragener Schutz vor der Sonneneinstrahlung. Während er bis 1300 nahezu immer einfarbig blieb, wurde er später reich mit dem Wappen und Farben des Trägers geschmückt. Da im Mittelalter kaum Methoden verfügbar waren, Leinen zu färben, wurde er vermutlich aus Wolle oder Seide gefertigt und mit Leinen gefüttert.
Der Sage nach soll der weiße Waffenrock Leopolds des Tugendhaften nach den siegreichen Kämpfen bei der Belagerung von Akkon (1189–1191) während des Dritten Kreuzzuges rot von Blut gewesen sein. Als er seinen Schwertgurt abnahm, war darunter noch ein weißer Streifen zu erkennen. Da sein Banner während der Schlacht verloren gegangen war, erteilte Kaiser Heinrich VI. ihm das Recht die rot-weiß-roten Farben als neues Banner zu tragen. So soll der Bindenschild des Erzherzogtums Österreich und letztlich die Flagge Österreichs entstanden sein.

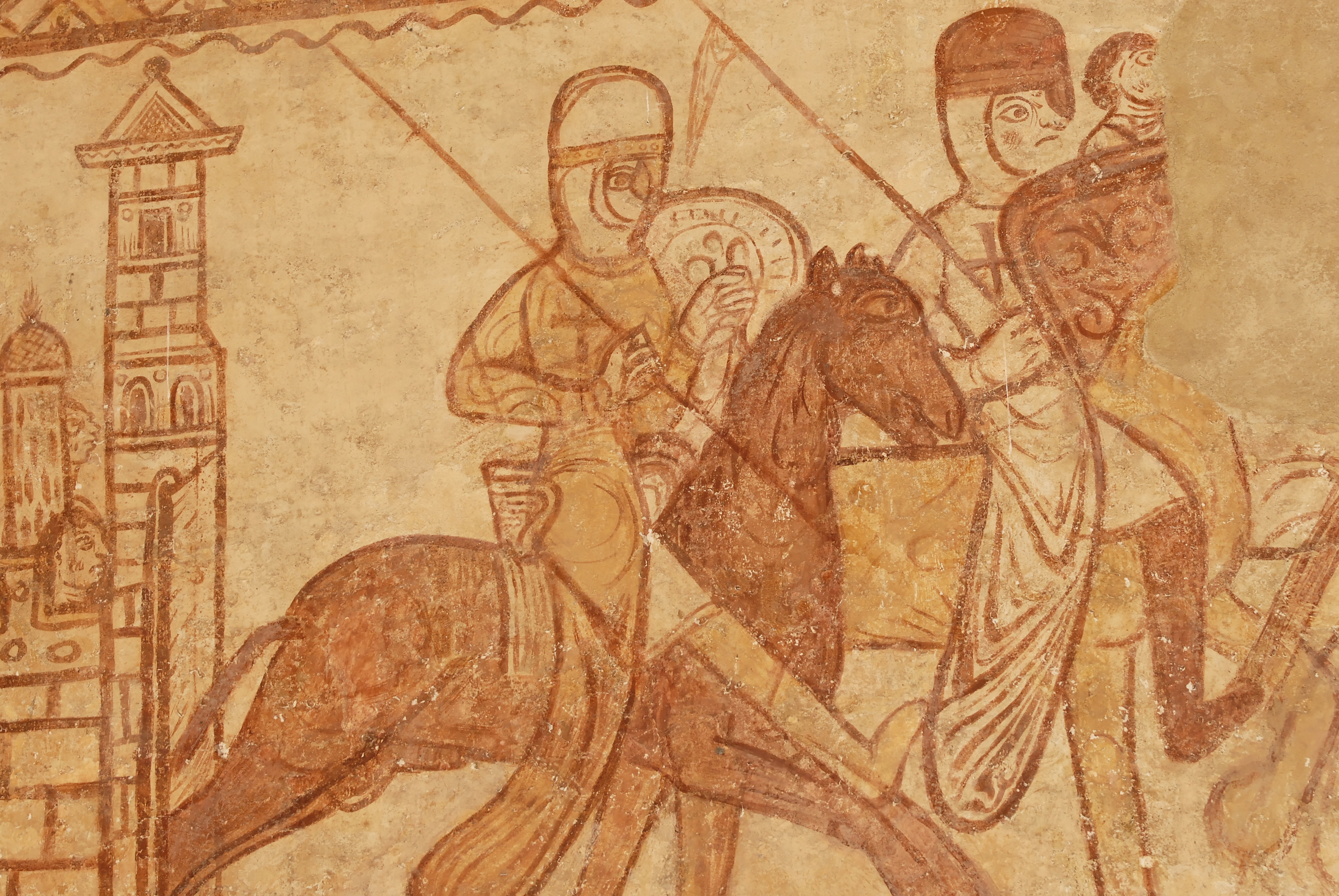
Fresko mit Tempelrittern in Waffenröcken in der Kapelle in Cressac-Saint-Genis (spätes 12. Jahrhundert)